# 실비와 브루노

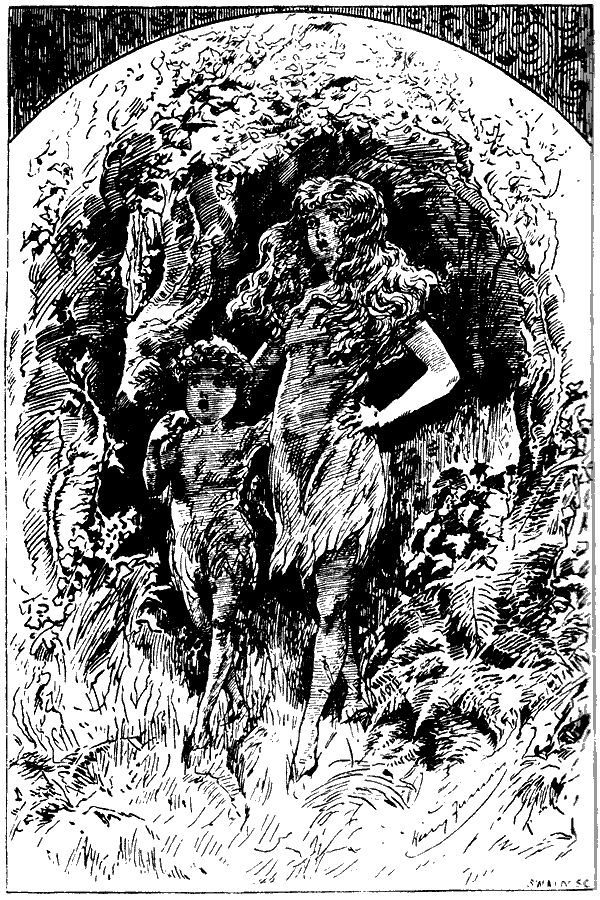
제2권의 앞부분

1889년에 처음 출간된 『실비와 브루노』(Sylvie and Bruno)와 1893년에 출간된 2권 『실비와 브루노 완결』(Sylvie and Bruno Concluded)은 루이스 캐럴이 생전에 출간한 마지막 소설이다. 두 권 모두 해리 퍼니스가 그림을 그렸다.
소설에는 두 개의 주요 줄거리가 있다. 하나는 책이 출판될 당시의 현실 세계(빅토리아 시대)를 배경으로 하고, 다른 하나는 동화나라의 환상 세계를 배경으로 한다. 후자의 줄거리는 캐롤의 앨리스 책과 유사하게 말도 안되는 요소와 시가 많은 동화인 반면, 빅토리아 시대 영국을 배경으로 한 이야기는 사회 소설이며, 등장 인물이 종교, 사회, 철학 및 도덕의 다양한 개념과 측면을 논의한다.